# Arthur Liebehenschel
Arthur Liebehenschel, né le 25 novembre 1901 à Posen et mort le 24 janvier 1948 à Cracovie, fut l'un des commandants des camps d'Auschwitz et de Majdanek durant la Seconde Guerre mondiale. 

## Biographie
Né à Posen (en province de Posnanie), il étudie l'économie et l'administration publique puis est employé par la direction des chemins de fer de Posen (de) ; il devient sergent major après la Première Guerre mondiale.
En janvier 1932, il rejoint le parti nazi et en novembre 1932 la SS. En 1934 il officie à la prison militaire de Columbia à Berlin. En 1936-1937 il officie au Camp de concentration de Lichtenburg. Jusqu'en 1940 il est nommé chef du personnel de Theodor Eicke le chef des SS-Totenkopfverbände puis exerce la même fonction à l'inspection des camps de concentration jusqu'en 1942. De mars 1942 à novembre 1943 il dirige le bureau central de l'administration des camps de concentration (Amt D-I) au sein de l' WVHA sous les ordres d'Oswald Pohl et Richard Glücks chef de l'Amtsgruppe D. Le 11 novembre 1943 il est nommé commandant en chef du camp de concentration d'Auschwitz avec comme adjoint Friedrich Hartjenstein chef du camp Auschwitz II Birkenau. Il est remplacé à ce poste par Rudolf Höss début mai 1944.
Selon des déclarations de prisonniers, les terribles conditions de détention s'améliorèrent en partie dans le camp souche. Dès lors des prisonniers "politiques" furent privilégiés comme prisonniers responsables, et le vaste système de dénonciations n'aurait pas été utilisé. Les sélections périodiques de bunker dans le Block 11, avec les fusillements devant le mur noir (mur d'exécution) consécutifs, auraient été supprimées. Liebehenschel aurait fait démolir les cellules-debout, où il n'y avait pas la place de s'assoir ou de se coucher et où jusqu'alors les prisonniers en punissement étaient enfermés. Il aurait promulgué une amnistie générale du bunker et plus tard il aurait fait disparaitre le mur noir. En outre il aurait annulé l'ordre de fusiller chaque prisonnier fuyard recapturé.[pas clair]
À partir du 19 mai 1944 Liebehenschel devient commandant du camp d'extermination déjà vidé de Majdanek, jusqu'au 22 juillet 1944.
Avec la fin de la guerre, il est arrêté par l'armée américaine et extradé vers la Pologne. Jugé au cours du procès d'Auschwitz (1947), qui s'est tenu à Cracovie, il est exécuté par pendaison le 24 janvier 1948.

## Famille
Liebehenschel a eu au moins cinq enfants, dont Barbara Cherish (née en 1943), qui vit maintenant aux États-Unis. En 2009, elle a publié un livre dans lequel elle parle à la fois de certaines actions de son père qui ont amélioré la vie des prisonniers mais aussi de sa participation dans un système génocidaire. En 2002, dans une entrevue donnée à la chaîne télévisuelle allemande ZDF, elle a parlé avec sa sœur Antje du sentiment de culpabilité résultant du passé de leur père.